# Linguistique gasconne
Recensement des travaux de linguistique (dont lexicographie) sur le gascon.

## Auteurs de dictionnaires
- Simin Palay (1874-1965) : Dictionnaire du Béarnais et du Gascon modernes[1],[2]

- Vastin Lespy (1817-1897), Paul Raymond (1833-1878) : Dictionnaire béarnais ancien et moderne[3],[4]

- Vincent Foix (1857-1932) : Dictionnaire gascon-français[5]

- Justin Cénac-Moncaut (1814-1871) : Dictionnaire gascon-français, dialecte du département du Gers[6],[7]

## Atlas linguistique de la Gascogne
Jean Séguy (linguiste), Jacques Allières, Xavier Ravier, Théobald Lalanne : Atlas linguistique et ethnographique de la Gascogne
- t. 1 : Animaux sauvages, plantes, folklore
- t. 2 : Champs, labours, céréales, outillage agricole, foin, vin, véhicules, élevage
- t. 3 : L’homme, âges, vêtements, alimentation, maison, mobilier, topographie, phénomènes atmosphériques
- t. 4 : Supplément lexical
- t. 5 : Le verbe

## Linguistique romane et gasconne

### Classification
- Pierre Bec : La langue occitane[9]

### Études du gascon
- Achille Luchaire (1846-1908) : Études sur les idiomes pyrénéens de la région française (1879)[10]
- Édouard Bourciez (1854-1946) : La langue gasconne (1922)[11]
- Jean Bouzet (1892-1954) : Manuel de grammaire béarnaise[12]. Syntaxe béarnaise et gasconne[13]
- Gerhard Rohlfs (1892-1986) : Le Gascon. Études de philologie pyrénéenne (1977)[14]
- Jean Lafitte : Situation sociolinguistique et écriture du gascon aujourd’hui (2005)[15]
- Jean-Louis Massoure : Le Gascon, "Lengatge estranh" (2005)[16]. Le gascon, les mots et le système (2012)[17]